# Bella MacCallum
Bella Dytes Macintosh MacCallum (* 1886 in Timaru, Neuseeland; † 17. März 1927) war eine neuseeländische Botanikerin und Mykologin. Sie promovierte als erste Frau in Neuseeland in Naturwissenschaften.

## Leben und Werk
MacCallum war die einzige Tochter von George und Rebecca Cross. Sie besuchte die Timaru Girls’ High School. Sie schloss 1908 ihr Studium mit einem Bachelor of Arts ab. 1909 erwarb sie ihren Master of Arts in Botanik mit der Erforschung von Pflanzen, die sich an salzige Böden in der Nähe des Meeres angepasst haben. Ihre Forschung umfasste sowohl Feldforschung als auch anatomische Studien und öffnete dieses Gebiet für neuseeländische Studien. Mit einem Nationalen Forschungsstipendium arbeitete sie weiterhin an Feuchtgebietspflanzen und unterrichtete auch an Gymnasien, bevor sie 1919 am Canterbury College als erste Frau promovierte. Ihre Dissertation befasste sich mit der wirtschaftlichen Bedeutung von Flachs.

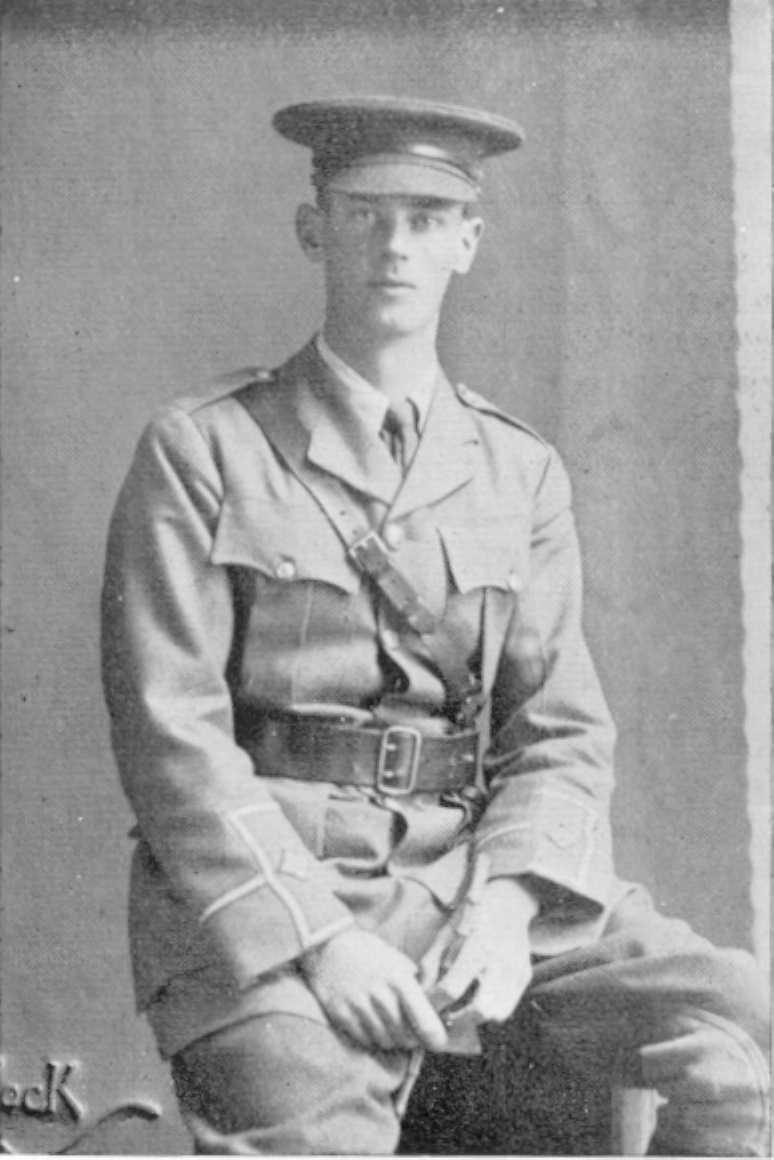
Kapitän Lancelot Shadwell Jennings, 1. Ehemann von Bella MacCallum, um 1915

Im Jahr 1915 heiratete sie den Kapitän der Marine Lancelot Shadwell Jennings, der 1916 im Ersten Weltkrieg getötet wurde. Ihr Ehemann hatte auch einen Masterabschluss in Biologie am Canterbury College und war von 1908 bis 1912 Universitäts-Tennismeister. 1912 gewann sie gemeinsam mit ihm alle fünf Tennismeisterschaften. Nach seinem Tod bereitete sie seine Forschungsnotizen für die posthume Veröffentlichung vor.
1919 reiste sie auf einer freien Überfahrt der Orient Steam Navigation Company nach Europa. In England studierte sie Bakteriologie an der Cambridge Medical School und wechselte dann an die University of Edinburgh, wo sie sich mit Pilzen beschäftigte und 1920 Some Wood-Staining Fungi veröffentlichte. Von 1920 bis 1921 war sie Dozentin für Botanik an der University of Edinburgh bei Sir Isaac Bayley Balfour. Sie war eine der ersten Forscherinnen auf dem Gebiet der Pilzidentifizierung und untersuchte Pilze, die auf frisch geschlagenem Holz dunkle Flecken verursachen.
Sie wurde 1920 Mitglied der Linnean Society of London und war Mitglied der British Mycological Society.
1919 heiratete sie Peter MacCallum, mit dem sie drei Töchter bekam. Ihr Mann wurde 1924 auf den Lehrstuhl für Pathologie an der University of Melbourne berufen. 1927 starb sie bei der Geburt ihrer dritten Tochter.

## Ehrungen (Auswahl)
- 1921: Fellow der Linnean Society of London
- 2017: 150 Women in 150 Words der Royal Society Te Apārangi